# Eugen Braunholtz
Eugen Gustav Wilhelm Braunholtz (* 21. Januar 1859 in Goslar; † 8. Februar 1941 in Cambridge) war ein britischer Romanist deutscher Herkunft.

## Leben
Braunholtz ging in Hildesheim und Hannover zur Schule und studierte in Tübingen (1878–1879) und Berlin (1879–1883). Er wurde 1883 in Berlin über Die erste nichtchristliche Parabel des Barlaam und Josaphat. Ihre Herkunft und Verbreitung promoviert. Danach ging er nach Paris.
1884 wurde er auf die neu eingerichtete Professur für Französisch der Universität Cambridge berufen und lehrte dort bis 1939, zuerst als Lecturer, ab 1900 als Reader für romanische Philologie. Er war Fellow des King’s College. 1891 nahm er die britische Staatsangehörigkeit an. Braunholtz war der Schwager und Kollege des ersten Cambridger Germanisten, Karl Hermann Breul (1860–1932), der ebenfalls 1884 berufen wurde.

## Werke
- Die erste nichtchristliche Parabel des Barlaam und Josaphat. Ihre Herkunft und Verbreitung. Karras, Halle an der Saale 1884 (Dissertation)
- Books of reference for students & teachers of French. A critical survey. Hachette u. a., Paris 1901